# Vojtěch Zuman
Vojtěch Zuman (15. dubna 1792 Bělá pod Bezdězem – 5. února 1873 Chorušice) byl český římskokatolický kněz, spisovatel, pedagog, církevní historik a čestný kanovník Katedrální kapituly u sv. Štěpána v Litoměřicích.

## Život
Děkan v Chorušicích u Mělníka Zuman byl českým národním buditelem, který se zasloužil o školství vedené v českém jazyce. 1. září 1813 byl vysvěcen na jáhna v Bělé pod Bezdězem. Dne 15. října 1814 byl vysvěcen na kněze a stal se kaplanem v Chorušicích. 12. července 1820 se stal administrátorem v Čížové. 16. června 1821 farářem ve Vysoké. 27. května 1825 se stal tajemníkem biskupského vikariátu. Od 6. prosince 1826 byl administrátorem mělnického vikariátu. Dne 26. dubna 1827 se stal děkanem v Chorušicích a skutečným vikářem.
V Chorušicích u Mělníka psal své homiletické promluvy a církevně-historické spisy. Jako pedagog prosazoval výuku v českém jazyce oproti germanizačním snahám. Doplnil knihovny škol, které mu jako školnímu mělnickému dozorci podléhaly, o značné množství českých knih. Za svou činnost byl papežem oceněn titulem papežský komoří. Dále byl jmenován biskupským vikářem, konzistorním radou a čestným kanovníkem litoměřické kapituly. Stal se čestným občanem Mělníka, Bělé pod Bezdězem, Sudoměře, Doubravic a Kovánce.
V roce 1855 se stal v Košticích nad Ohří kaplanem lokálie a v roce 1856 zde prvním farářem po kanonickém zřízení farnosti.
Jeho pohřeb v roce 1873 se stal manifestací zástupců českého národa, kteří mu vzdali upřímný hold.

## Homiletické promluvy
- Řeč, držená při kanownické biskupské wisitacj w Chorušicjch, dne 25. čerwna 1838., ČKD, 1839/1, s. 96-108
- Primičnj kázanj, ČKD, 1841/2, s. 242-263,
- Na den na nebe wzetj blahoslawené Panny Marie, ČKD, 1843/3, s. 503-520